# Camilla Gerzhofer
Camilla Gerzhofer (née le 2 février 1888 à Vienne, morte en 1961) est une actrice autrichienne.

## Biographie
Camilla Gerzhofer a sa première expérience sur scène à l'âge de deux ans et demi et est d'abord autorisée à se produire dans des productions du Burgtheater à titre d'essai. À 6 ans et demi, à l'automne 1894, la petite fille avait atteint le rang de "Hofschauspielerin". Elle participe ensuite régulièrement à des représentations du Burgtheater. Elle a même l'occasion de rencontrer l'empereur François-Joseph Ier. Arthur Schnitzler se souvient de leur rencontre au Burgtheater en 1896. Une décennie et demie plus tard, le 14 octobre 1911, Camilla Gerzhofer participe à la première de Das weite Land de Schnitzler dans le rôle de Marie Rhon. Après la Première Guerre mondiale, la Viennoise se produit dans les théâtres de province (notamment à Moravie-Ostrau et à Linz) avant de rester sans engagement permanent à partir des années 1930.
Lors de son passage au Burgtheater en 1914-1915, Camilla Gerzhofer fait également ses premiers pas au cinéma, à commencer par le film sensationnel Der Todesritt auf dem Riesenrad, dans lequel elle incarne l'un des deux rôles principaux féminins, une artiste de cirque. Cependant, quand le cinéma devient parlant, ce médium devient un peu plus important pour elle, Gerzhofer participe à de nombreux seconds rôles, notamment au milieu des années 1930. On ignore ensuite la suite de sa carrière et la date exacte de sa mort.

## Filmographie
- 1914 : Der Todesritt auf dem Riesenrad
- 1915 : Das erste Weib (de)
- 1915 : Tillas Vormund
- 1934 : Hohe Schule
- 1935 : Die Fahrt in die Jugend
- 1935 : Eva (de)
- 1936 : Donaumelodien
- 1936 : Manja Valewska
- 1936 : Hannerl und ihre Liebhaber
- 1936 : L'Amour et l'Art
- 1939 : Das jüngste Gericht
- 1940 : La Fille au vautour
- 1942 : Les femmes ne sont pas des anges